# Kartiniprijs
De Kartiniprijs van de stad Den Haag, voorheen de Raden Adjeng Kartini Prijs, is een algemene emancipatieprijs. De prijs heeft als doel personen (zowel mannen als vrouwen) of organisaties of projecten / (buurt)initiatieven of elke andere activiteit, die een bijdragen aan een gelijkwaardige positie en participatie van vrouwen en mannen in Den Haag te eren. Uitgesloten zijn organisaties die meer dan 10.000 euro subsidie van de gemeente ontvangen.
De prijs is genoemd naar Raden Adjeng Kartini, een Javaanse aristocrate en voorvechtster van vrouwenrechten. De prijs bestaat uit een geldbedrag van 2500 euro en wordt tijdens een van de activiteiten rond Internationale Vrouwendag uitgereikt.

## Winnaars
- 2023 - Laxmie Jawalapershad
- 2022 - Moska Maqsooid
- 2021 - POLKA, Centrum voor Poolse vrouwen
- 2020 - Mijn Buuf[1]
- 2019 - Fatma Süslü-Yigittürk voor begeleiding van jongeren en coaching bij de nieuw opgezette 'Moederklas'[2]
- 2018 - Antoinette Mutesa voor het opzetten van het Women ́s Initiatives Network en de coöperatie Arbre a Palabre[3]
- 2017 - Vrouwenplaza[4][5]
- 2016 - Ladane Audenaerde-Mohammadi[6]
- 2015 - Project Schilderswijk Moeders[7]
- 2014 - Radjesh Madarie van de Stichting NSA (Stichting Nederland Suriname Antillen Gendervraagstukken)[8]
- 2013 - Matroesjka speelgoed en natuurtextiel[9]
- 2012 - Haimanot Belay (mede-)oprichtster van Stichting Gobez![10]
- 2011 - Roline Julen voor de hulpverlening aan met name tienermoeders[11]
- 2010 - 'Van huis uit' Unit MCI - Stichting Mooi (opleiding van sleutelfiguren uit diverse migrantengemeenschappen tot gemeenschapsbemiddelaars)[12]
- 2009 - Hanneke Oortgiesen van het Ouder en Kind Centrum Scheveningen[13]
- 2008 - Theatervoorstelling In de Naam van de Vaders[14]
- 2007 - Rahma El Hamdaoui van het Project Studiekringen[15]